# Instituto Italo - Latino Americano
El Instituto Italo - Latino Americano (o Istituto Italo-Latinoamericano) (IILA) es una organización intergubernamental fundada en Roma en 1966 y activa en los campos socioeconómicos, cultural, científico y de la cooperación para el desarrollo. El Instituto colabora con el Ministerio de Relaciones Exteriores de Italia, ejecutando proyectos de cooperación internacional.

## Organización
El Instituto representa los gobiernos de Italia y de veinte repúblicas de América Latina: Argentina, Bolivia, Brasil, Chile, Colombia, Costa Rica, Cuba, Ecuador, El Salvador, Guatemala, Haití, Honduras, México, Nicaragua, Panamá, Paraguay, Perú, República Dominicana, Uruguay y Venezuela.
El Instituto ha sido establecido sobre la base de la Convención Internacional firmada el 1 de junio de 1966 y vigente, después de su ratificación por los Estados miembros, el 11 de diciembre de 1966.
El artículo 1 de la Convención define las finalidades del IILA:
- desarrollar y coordinar la investigación y la documentación sobre los problemas, las realizaciones y las perspectivas de los Países miembros en los campos cultural, científico, técnico y social.
- difundir en los Países miembros los resultados de la dicha investigación y la documentación relativa.
- identificar, también sobre la base de estos resultados, las posibilidades concretas de intercambio, asistencia recíproca y acción común o concertada en los sectores mencionados.

Los órganos del Instituto son:
- el presidente, asistido por tres Vicepresidentes
- el Consejo de los Delegados
- el Comité Executivo
- el Secretario General

La estructura del Instituto comprende:
- la Secretaría general
- la Dirección general, coordinación y administración
- la Secretaría cultural
- la Secretaría socioeconómica
- la Secretaría téecnico-científica
- el Servicio de cooperación al desarrollo
- el Centro estudios y documentación. Biblioteca

La sede del IILA se encuentra en Roma, en Via Giovanni Paisiello 24.

## Actividades
El Instituto actúa al servicio de la colaboración entre Italia y América latina.
Sus actividades principales son:
- profundizar los temas de mayor interés y actualidad en el contexto de las relaciones de América latina e Italia y la Unión Europea;
- proyectos, apoyados por el Ministerio de relaciones exteriores de Italia, en el sector de la cooperación para el desarrollo de interés de los países miembros;
- promoción e intensificación de la colaboración económica, social, científica, tecnológica y cultural entre Italia y América latina;
- manifestaciones para promover el conocimiento de América latina en Italia;
- promoción de encuentros internacionales, temáticos y multidisciplinarios, como las conferencias nacionales bianuales Italia-América latina;
- información sobre América latina a través de publicaciones y actividades del Centro estudios y documentación y al grande patrimonio de publicaciones de la biblioteca.

El Instituto colabora con entidades intergubernamentales, instituciones y entidades especializados en los temas referidos a la América latina.